# Тхілайшвілі Олександр Дурсунович
Олександр Дурсунович Тхілайшвілі (31 жовтня 1914, село Хуцубані Батумської області, тепер село Чаїсубані Кобулетський муніципалітет, Аджарія, Грузія — ?) — радянський державний діяч, 1-й секретар Аджарського обласного комітету КП Грузії, голова Ради міністрів Аджарської АРСР. Депутат Верховної ради СРСР 4—9-го скликань.

## Життєпис
Народився в селянській родині. З 1933 року працював агрономом та старшим агрономом в Аджарській АРСР.
У 1939 році закінчив Грузинський сільськогосподарський інститут у місті Тбілісі.
У 1939—1946 роках — завідувач Кедського районного земельного відділу, заступник голови виконавчого комітету Кедської районної ради депутатів трудящих Аджарської АРСР.
Член ВКП(б) з 1943 року.
З 1946 року — секретар районного комітету КП(б) Грузії.
У 1950—1953 роках — міністр технічних культур Аджарської АРСР.
У 1953 — січні 1954 року — міністр сільського господарства Аджарської АРСР.
У січні 1954 — березні 1961 року — голова Ради міністрів Аджарської АРСР.
Закінчив заочно Вищу партійну школу при ЦК КПРС.
У березні 1961 — 7 січня 1975 року — 1-й секретар Аджарського обласного комітету КП Грузії.
Потім — персональний пенсіонер. Подальша доля невідома.

## Нагороди і звання
- два ордени Леніна (,27.08.1971)
- два ордени Трудового Червоного Прапора (1964,)
- медаль «За трудову доблесть»
- медалі